# Glyphocarpa roylei
Glyphocarpa roylei là một loài rêu trong họ Bartramiaceae. Loài này được Hook. f. mô tả khoa học đầu tiên năm 1837.